# 延斯·托特
延斯·托特（德語：Jens Todt，1970年1月5日—），德国前男子足球运动员，场上位置是中场。他曾代表德国国家队参加1996年欧洲足球锦标赛，结果队伍获得冠军。